# Virginia Troiani
Virginia Troiani (22 de febrero de 1996) es un deportista italiana que compite en atletismo. Ganó una medalla de bronce en los Juegos Mediterráneos de 2022, en la prueba de 400 m.